# Polychasmininae
Polychasmininae es una subfamilia de foraminíferos bentónicos de la Familia Hormosinidae, de la Superfamilia Hormosinoidea, del Suborden Hormosinina y del Orden Lituolida. Su rango cronoestratigráfico abarca desde el Albiense (Cretácico inferior) hasta el Senoniense (Cretácico superior).

## Discusión
Clasificaciones previas incluían a los géneros de Polychasmininae en la Subfamilia Cuneatinae y en el Suborden Textulariina o en el Orden Lituolida sin diferenciar el Suborden Hormosinina.

## Clasificación
Polychasmininae incluye a los siguientes géneros:
- Bireophax †
- Polychasmina †